# Liriomyza obscurata
Liriomyza obscurata är en tvåvingeart som beskrevs av Spencer 1963. Liriomyza obscurata ingår i släktet Liriomyza och familjen minerarflugor. Inga underarter finns listade i Catalogue of Life.